# Вентура, Луиджи
Луиджи Вентура (итал. Luigi Ventura, род. 9 декабря 1944 года, Боргосатолло, провинция Брешии, Ломбардия, королевство Италия) — итальянский прелат и ватиканский дипломат. Титулярный архиепископ Экилиума с 25 марта 1995. Апостольский нунций в Кот-д’Ивуаре, Буркина-Фасо и Нигере с 25 марта 1995 по 25 марта 1999. Апостольский нунций в Чили с 25 марта 1999 по 22 июня 2001. Апостольский нунций в Канаде с 22 июня 2001 по 22 сентября 2009. Апостольский нунций во Франции с 22 сентября 2009 по 17 декабря 2019.

## Биография
14 июня 1969 года рукоположен в священники. В 1969—1974 годах был преподавателем в семинарии и приходским викарием в Барньяно-Фронтиньяно.
Окончил Папскую церковную академию. Служил в нунциатурах в Бразилии (1978—1979), Боливии (1979—1982) и Великобритании (1982—1984). Занимал различные посты в Совете по общественным делам Церкви (ныне — Отдел отношений с государствами Государственного секретариата Святого Престола): в 1985—1988 годах — секретарь нунциатуры в Совете по общественным делам Церкви, а в 1991—1995 годах — аудитор, а затем советник нунциатуры во второй секции Государственного секретариата.
С 25 марта 1995 года титулярный архиепископ Экилиума (Эквилио) и апостольский нунций в Кот-д’Ивуаре, Буркина-Фасо и Нигере.
25 апреля 1995 года рукоположен в епископы. Ординацию совершил кардинал Анджело Содано, государственный секретарь Святого Престола.
С 25 марта 1999 года — апостольский нунций в Чили.
С 22 июня 2001 года — апостольский нунций в Канаде.
С 22 сентября 2009 года — апостольский нунций во Франции.
С 17 декабря 2019 года — в отставке.
16 декабря 2020 года суд Парижа признал его виновным в сексуальных домогательствах к молодым людям, приговорил к восьми месяцам заключения условно и обязал выплатить по 13 тысяч евро истцам и девять тысяч евро суду.

## Награды
- Командор ордена «За заслуги перед Итальянской Республикой» (4 октября 1985 года)[3]